# 台夫特車站
台夫特車站（荷蘭語：Station Delft）是荷蘭南荷蘭省台夫特的一座鐵路車站，位於阿姆斯特丹－鹿特丹铁路上。

## 歷史
最初的車站於1847年5月31日完工，並於1847年6月3日開放；後由於旅客和貨物運輸的數量不斷增加，新的火車站於1885年開放，這座車站位於舊車站以南數百公尺處，由克里斯蒂安·波斯胡姆斯·梅耶斯設計。
最新的車站於2015年2月28日啟用，由台夫特當地的麥肯諾建築事務所設計，為一座地下車站，並將車站大廳與台夫特市政廳融為一體，車站內部並融入台夫特古地圖、台夫特藍瓷等意象。目前舊的車站大樓仍作為歷史建築保留，並由餐飲業者進駐。

## 圖片集
- 1885年啟用的台夫特車站舊站（攝於2007年）
- 2018年的台夫特舊站，已有餐飲業者進駐
- 車站全景
- 新車站大廳
- 新車站大廳，天花板以台夫特的地圖作為設計概念
- 地下月台